# ماشین اسلات

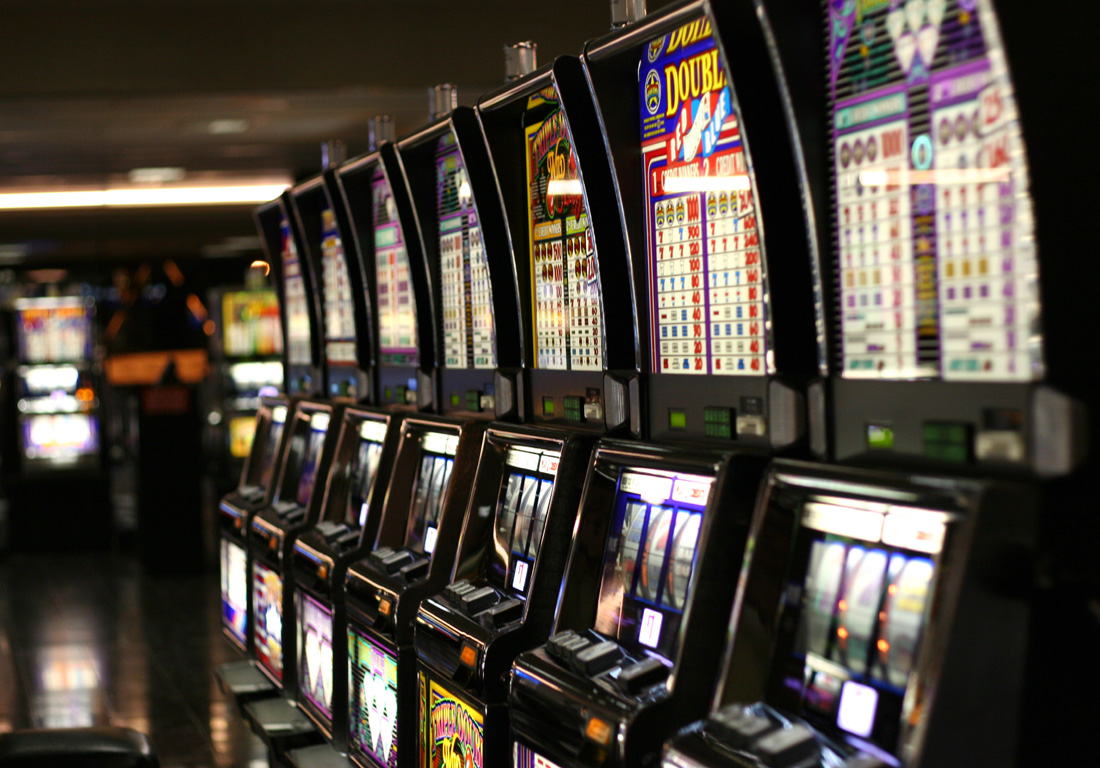
ردیفی از ماشین‌های بازی دیجیتالی اسلات در داخل یک کازینو در لاس وگاس

ماشین اِسلات (انگلیسی: Slot machine) (انگلیسی آمریکایی)، فروت ماشین (به انگلیسی: fruit machine) (انگلیسی بریتانیایی) یا ماشین پوکر (به انگلیسی: poker machine) (انگلیسی استرالیایی و انگلیسی نیوزیلندی) یک ماشین قمار است که یک بازی شانسی را برای مشتریان خود ایجاد می‌کند. ماشین‌های اسلات همچنین به‌عنوان راهزنان یک دست به دلیل داشتن یک اهرم مکانیکی بزرگ در کنار دستگاه و همچنین توانایی بازی برای خالی کردن جیب و کیف پول بازیکنان مانند دزدان، مورد تحقیر قرار می‌گیرند.
چیدمان استاندارد یک ماشین اسلات دارای صفحه‌ای است که سه یا چند قرقره را نشان می‌دهد که هنگام فعال شدن بازی می‌چرخند. برخی از ماشین های اسلات مدرن هنوز هم دارای یک اهرم به عنوان یک ویژگی طراحی آشنانمایی برای شروع بازی هستند. با این حال، مکانیک ماشین‌های اولیه توسط مولدهای تولید اعداد تصادفی جایگزین شده‌اند و اکثر آنها اکنون با استفاده از دکمه‌ها و صفحه‌های لمسی کار می‌کنند.